# Yatenga (tỉnh)
Yatenga là một tỉnh ở vùng Nord của Burkina Faso. Thành phố nổi bật nhất tỉnh này là Ouahigouya (cũng có tên là Waiguya). Thành phố này từng là kinh đô của vương quốc Mossi.
Yatenga được chia thành 11 tổng:
- Kain
- Kalsaka
- Koumbri
- Namissiguima
- Ouahigouya
- Oula
- Rambo
- Seguenega
- Tangaye
- Thiou
- Zogore